# Ханс фон Обстфелдер
Ханс фон Обстфелдер, (на немски: Hans von Obstfelder) (1886 – 1976) е немски генерал от пехотата, служещ по време на Втората световна война. Той също е един от множеството носители на Рицарски кръст с дъбови листа и мечове за негова изключителна смелост на бойното поле.

## Награди
- Баварски Военен кръст за заслуги (III степен)
- Германски кръст – Златен (21 април 1943 г.)
- Значка за раняване – Черна
- Железен кръст II и I степен
- Рицарски кръст с дъбови листа, мечове
  - Носител на Рицарски кръст (27 юли 1941 г.)
  - Носител на дъбови листа №251 (7 юни 1943 г.)
  - Носител на мечове №110 (5 ноември 1944 г.)